# Toichío
Toichío (Toichio) är en ort i Grekland.   Den ligger i prefekturen Nomós Kastoriás och regionen Västra Makedonien, i den norra delen av landet, 400 km nordväst om huvudstaden Aten. Toichío ligger 676 meter över havet och antalet invånare är 685.
Terrängen runt Toichío är huvudsakligen kuperad, men söderut är den platt. Toichío ligger nere i en dal. Runt Toichío är det glesbefolkat, med 12 invånare per kvadratkilometer. Närmaste större samhälle är Kastoria, 7,7 km sydväst om Toichío. Omgivningarna runt Toichío är en mosaik av jordbruksmark och naturlig växtlighet.